# Lepanto (Arkansas)
Lepanto is een plaats (city) in de Amerikaanse staat Arkansas, en valt bestuurlijk gezien onder Poinsett County.

## Demografie
Bij de volkstelling in 2000 werd het aantal inwoners vastgesteld op 2133.
In 2008 is het aantal inwoners door het United States Census Bureau geschat op 2019, een daling van 114. .

## Geografie
Volgens het United States Census Bureau beslaat de plaats een oppervlakte van
3,8 km², geheel bestaande uit land. Lepanto ligt op ongeveer 66 m boven zeeniveau.

## Plaatsen in de nabije omgeving
De onderstaande figuur toont nabijgelegen plaatsen in een straal van 24 km rond Lepanto.